# Gualter II de Vexin
Gualter (Walthar) II de Vexin, anomenat el Blanc, mort entre 1017 i 1024, va ser comte de Vexin, de Mantes, d'Amiens i de Valois. Era fill de Gualter I de Vexin, comte de Vexin, d'Amiens i de Valois, i d'Adela, probablement d'Anjou.

## Comte de Vexin, de Valois i d'Amiens
Cap a 1006 va eximir les abadies de Jumièges i de Sainte-Wandrille, el que mostra bones relacions amb el ducat de Normandia i el bisbat de Rouen. Va negociar igualment el matrimoni del seu fill amb la germana del rei d'Anglaterra, refugiat a la cort de Normandia el 1013.
Va morir entre 1017 i 1024, en una època on el rei Robert II de França i Eudes II de Blois, comte de Blois, de Troyes i i de Meaux es van enfrontar, la qual cosa va poder influir en el repartiment entre els seus dos fills: Amiens i el Vexin per a Dreux, que va continuar sent fidel al Capet, i el Valois per a Raül, que es va acostar al Xampanyès.
S'havia casat cap a 980 amb una Adela, de la qual no se sap res, i va ser el pare de:
- Oda, casada amb Hug I, comte de Meulan
- Dreux de Vexin († 1035), comte d'Amiens i de Vexin
- Folc I (vers 995 † 1030), bisbe d'Amiens
- Raü III de Vexin, († 1038), comte de Valois
- Guiu

## Comte de Gâtinais?
Gualter el Blanc tenia un germà anomenat Geoffroy o Jofré, citat el 987, el qual és sovint identificat a Jofré I del Gâtinais. Aquest Geoffroy o Jofré va morir cap a 992/997, deixant un fill de baixa edat. El Gâtinais fou llavors tingut per un comte del qual s'ignora el nom complet, el document mencionant-lo el 997 indica un nom començant per Wal... Aquest comte és identificat a Gualter II el Blanc, qui hauria estat així igualment comte del Gâtinais o almenys regent. Després d'ell, el Gâtinais fou tingut per Aubry el Tort, fill de Geoffroy o Jofré, citat per primera vegada el 1006.